# بنك الاتحاد
بنك الاتحاد هو بنك تجاري أردني، تأسس عام 1978 كشركة مساهمة عامة، برأس مال مدفوع قدره 110 مليون دينار أردني، وقاعدة رأس المال تبلغ 250 مليون دينار، كما تصل نسبة كفاية رأس المال الحالية إلى 15.86%.

## الفروع والانتشار
تضم شبكة فروع بنك الاتحاد 47 فرعاً منتشرة في أنحاء المملكة داخل عمان وخارجها. بالإضافة إلى 94 جهاز صرّاف آلي، ويضم وحدة صرافة مركزية. كما يوجد فرع للبنك في مدينة رام الله في فلسطين. كما ويعمل تحت مظلة البنك شركة وساطة مالية تاسست عام 2006، مملوكة بالكامل للبنك.